# كوريفة لوكومتية
كوريفة لوكومتية (الاسم العلمي:Corypha lecomtei) هو نوع نباتي يتبع جنس الكوريفة من الفصيلة الفوفلية